# American Professional Soccer League
Pour les articles homonymes, voir APSL.
L'American Professional Soccer League (APSL) est une ancienne organisation gérant une ligue, i.e. un championnat, de soccer en Amérique du nord regroupant des équipes des États-Unis et du Canada. La ligue prend le même nom que l'organisation.

## Histoire
L'APSL devient la première ligue nationale de football en plein air après la disparition de la North American Soccer League (NASL) en 1984. La ligue est formée en 1990 par la fusion des deux ligues, American Soccer League et Western Soccer League (en).
Entre 1990 et 1995 l'APSL est de facto la principale ligue dans la hiérarchie du soccer aux États-Unis. Après 1993 elle est aussi la principale ligue dans la hiérarchie du soccer au Canada. Malgré tout, la ligue n'a jamais obtenu ce statut officiellement de la part de la FIFA : la FIFA refuse à l'époque de donner le statut de championnat de Niveau 1 à une ligue regroupant plusieurs pays. En 1993, l'American Professional Soccer League est candidate au titre de championnat de Niveau 1 mais s'incline devant la Major League Soccer.
Lors de ces deux dernières saisons, en 1995 et 1996, l'APSL est renommée en A-League. En 1997 l'organisation American Professional Soccer League est absorbée par la United Systems of Independent Soccer Leagues (renommée United Soccer Leagues en 1999), qui fusionne la A-League avec sa propre ligue USISL Select League (en). La nouvelle ligue fusionnée prend le nom de A-League.

## Palmarès
| Édition | Saison | Champion                              | Finaliste                         |
| ------- | ------ | ------------------------------------- | --------------------------------- |
| 1e      | 1990   | Maryland Bays (en) (1)                | San Francisco Bay Blackhawks (en) |
| 2e      | 1991   | San Francisco Bay Blackhawks (en) (1) | Albany Capitals (en)              |
| 3e      | 1992   | Colorado Foxes (en) (1)               | Tampa Bay Rowdies                 |
| 4e      | 1993   | Colorado Foxes (en) (2)               | Los Angeles Salsa (en)            |
| 5e      | 1994   | Impact de Montréal (1)                | Colorado Foxes (en)               |
| 6e      | 1995   | Seattle Sounders (1)                  | Atlanta Ruckus                    |
| 7e      | 1996   | Seattle Sounders (2)                  | Rhinos de Rochester               |